# Monica Raymund
Monica Raymund (Saint Petersburg, 26 juli 1986) is een Amerikaanse actrice, filmregisseuse en filmproducente.

## Biografie
Raymund is via haar vader van Duitse/Oost-Europese komaf en via haar moeder is zij van Dominicaanse komaf. Raymund heeft haar high school doorlopen aan de Shorecrest Preparatory School in Saint Petersburg, hierna volgde zij een acteeropleiding aan de Juilliard School in New York.
Raymund was van 2011 tot en met 2014 getrouwd.

## Filmografie

### Films
- 2023 The Caine Mutiny Court-Martial - als Challee
- 2016 Happy Baby - als Maria
- 2013 Brahmin Bulls – als Maya
- 2012 Arbitrage – als Reina

### Televisieseries
Uitgezonderd eenmalige gastrollen.
- 2020 Hightown - als Jackie Quiñones - 8 afl.
- 2012 – 2019 Chicago Fire – als Gabriela Dawson – 139 afl.
- 2014 - 2018 Chicago P.D. - als Gabriela Dawson - 9 afl.
- 2016 Chicago Med - als Gabriela Dawson - 2 afl.
- 2011 – 2012 The Good Wife – als Dana Lodge – 9 afl.
- 2009 – 2011 Lie to Me – als Ria Torres – 48 afl.

### Filmproducente
- 2018 Locating Silver Lake - film
- 2015 The Submarine Kid - film

### Filmregisseuse
- 2021 Hightown - televisieserie - 1 afl.
- 2020-2021 FBI - televisieserie - 3 afl.
- 2018 Law & Order: Special Victims Unit - televisieserie - 1 afl.
- 2016 Hidden Tears: Tanya - korte film

- International Standard Name Identifier: 0000 0001 1283 3382
- Library of Congress Control Number: no2011012273
- Nationale Bibliotheek van Israël: 987007402563405171
- Virtual International Authority File: 164563217
- WorldCat: E39PBJvXjtFgjxyWGhpqBg6Frq